# Маркевич Євген Діонісійович

Євген Діонисович Маркевич (1 липня 1889, Кам'янець-Подільський — 7 грудня 1937, Москва) — професор-юрист. 
Працював у Державному центральному інституті курортології (нині — Національний медичний дослідницький центр реабілітації та курортології, що на Новому Арбаті у Москві.  
Кремований в Москві. Урна з прахом встановлена в склепі Сольських на Лук'янівському цвинтарі.